# Чаша (річка)
Ча́ша — річка в Україні, в межах Конотопського району Сумської області. Ліва притока Сейму (басейн Дніпра).

## Опис
Довжина 31 км, площа водозбірного басейну 207 км². Похил річки 1,2 м/км. Долина трапецієподібна, завширшки до 1,5 км. Річище помірно звивисте, завширшки до 15—20 м, завглибшки до 1,7 м. Заплава у верхній та нижній течії місцями заболочена. Використовується на господарські потреби; споруджено кілька ставків, найбільший з яких — у межах міста Бурині.

## Розташування
Чаша бере початок на північ від села Михайлівки. Тече спершу на захід, далі — на північний захід, у нижній течії — переважно на північний схід. Впадає до Сейму на схід від села Дич. 
На річці розташоване місто Буринь, а також села: Михайлівка, Червона Слобода і Дич.

## Притоки
- Михайлівка (ліва), Оселець (права).